# ベン・チルウェル
ベンジャミン・ジェームズ・"ベン"・チルウェル（Benjamin James "Ben" Chilwell, 1996年12月21日 - ）は、イングランド・ミルトン・キーンズ出身のプロサッカー選手。クリスタル・パレスFC所属。イングランド代表。ポジションは、ディフェンダー（サイドバック）。

## 経歴

### クラブ
レスター・シティの下部組織出身で、2015年10月27日のFAカップ・ハル・シティ戦でトップチームデビュー。
2015年11月、2016年1月までの契約でチャンピオンシップのハダースフィールドにローン移籍。
復帰後、2016年12月26日のエヴァートン戦でプレミアリーグデビュー。クリスティアン・フクスから定位置を掴み取った。その後もチームの主力として活躍し、UEFAヨーロッパリーグ出場やクラブ初のFAカップ制覇に大きく貢献した。公式戦通算123試合に出場した。
2020年8月26日、5年契約でチェルシーに移籍。背番号は21番。移籍後ランパード監督、トゥヘル監督の信頼を得た。UEFAチャンピオンズリーグ決勝のマンチェスター・シティ戦で先発出場、決定機を作るなどのプレーで優勝に貢献し、シーズンの優秀選手にも選出された。10月3日に行われた、クリスタル・パレス戦で移籍後初ゴール、また1アシストを記録した。同年11月、チームの月間優秀選手賞に選ばれた。2021-22シーズンはリーグ戦第7節から3試合連続得点を決めるなど好調だったが、11月23日に行われた、CLグループリーグ第5節のユヴェントス戦で膝を負傷。その後の検査で前十字靭帯損傷と診断された。
2022-23シーズンから24シーズンにかけて監督がポッター、サルトール、ランパード、ポチェッティーノと交代していく中、各監督から信頼を得て、副キャプテンを務めた。しかし、24-25シーズンより監督に就任したエンツォ・マレスカの下では構想外となり、2025年2月3日、シーズン終了まで、クリスタル・パレスにローン移籍することが発表された。

### 代表
2014年からイングランドの世代別代表に選出され、UEFA U-21欧州選手権などに出場した。
2018年9月11日のスイス戦でダニー・ローズとの交代でA代表デビューすると、10月12日のUEFAネーションズリーグ・クロアチア戦で先発出場を果たした。
2021年10月9日、FIFAワールドカップ予選のアンドラ戦で代表初ゴールを記録した。

## 個人成績

### クラブ
| 国内大会個人成績 | 国内大会個人成績   | 国内大会個人成績 | 国内大会個人成績   | 国内大会個人成績 | 国内大会個人成績 | 国内大会個人成績 | 国内大会個人成績 | 国内大会個人成績 | 国内大会個人成績 | 国内大会個人成績 | 国内大会個人成績 |
| 年度             | クラブ             | 背番号           | リーグ             | リーグ戦         | リーグ戦         | リーグ杯         | リーグ杯         | オープン杯       | オープン杯       | 期間通算         | 期間通算         |
| 年度             | クラブ             | 背番号           | リーグ             | 出場             | 得点             | 出場             | 得点             | 出場             | 得点             | 出場             | 得点             |
| イングランド     | イングランド       | イングランド     | イングランド       | リーグ戦         | リーグ戦         | FLカップ         | FLカップ         | FAカップ         | FAカップ         | 期間通算         | 期間通算         |
| ---------------- | ------------------ | ---------------- | ------------------ | ---------------- | ---------------- | ---------------- | ---------------- | ---------------- | ---------------- | ---------------- | ---------------- |
| 2015-16          | レスター・シティ   | 30               | プレミアリーグ     | 0                | 0                | 1                | 0                | 2                | 0                | 3                | 0                |
| 2015-16          | ハダースフィールド | 25               | チャンピオンシップ | 8                | 0                | -                | -                | -                | -                | 8                | 0                |
| 2016-17          | レスター・シティ   | 3                | プレミアリーグ     | 12               | 1                | 1                | 0                | 4                | 0                | 17               | 1                |
| 2017-18          | レスター・シティ   | 3                | プレミアリーグ     | 24               | 0                | 4                | 0                | 4                | 0                | 32               | 0                |
| 2018-19          | レスター・シティ   | 3                | プレミアリーグ     | 36               | 0                | 0                | 0                | 0                | 0                | 36               | 0                |
| 2019-20          | レスター・シティ   | 3                | プレミアリーグ     | 27               | 3                | 3                | 0                | 3                | 0                | 33               | 3                |
| 2020-21          | チェルシー         | 21               | プレミアリーグ     | 27               | 3                | 2                | 0                | 3                | 0                | 32               | 3                |
| 2021-22          | チェルシー         | 21               | プレミアリーグ     | 7                | 3                | 2                | 0                | 0                | 0                | 9                | 3                |
| 2022-23          | チェルシー         | 21               | プレミアリーグ     | 23               | 2                | 0                | 0                | 0                | 0                | 23               | 2                |
| 2023-24          | チェルシー         | 21               | プレミアリーグ     | 13               | 0                | 3                | 0                | 5                | 0                | 21               | 0                |
| 2024-25          | チェルシー         | 21               | プレミアリーグ     | 0                | 0                | 1                | 0                | -                | -                | 1                | 0                |
| 2024-25          | クリスタル・パレス | 25               | プレミアリーグ     | 8                | 1                | -                | -                | 3                | 0                | 11               | 1                |
| 通算             | イングランド       | イングランド     | プレミアリーグ     | 177              | 13               | 17               | 0                | 24               | 0                | 218              | 13               |
| 通算             | イングランド       | イングランド     | チャンピオンシップ | 8                | 0                | 0                | 0                | 0                | 0                | 8                | 0                |
| 総通算           | 総通算             | 総通算           | 総通算             | 185              | 13               | 17               | 0                | 24               | 0                | 226              | 13               |

### 代表
| イングランド代表 | 国際Aマッチ | 国際Aマッチ |
| 年               | 出場        | 得点        |
| ---------------- | ----------- | ----------- |
| 2018             | 5           | 0           |
| 2019             | 6           | 0           |
| 2020             | 1           | 0           |
| 2021             | 5           | 1           |
| 2022             | 0           | 0           |
| 2023             | 2           | 0           |
| 2024             | 2           | 0           |
| 通算             | 21          | 1           |

## タイトル

### クラブ
チェルシー
- UEFAチャンピオンズリーグ（2020-21）
- UEFAスーパーカップ（2021）
- FIFAクラブワールドカップ（2021）[11]

クリスタル・パレス
- FAカップ（2024-25）[12]

### 個人
- UEFAチャンピオンズリーグ シーズン優秀選手（2020-21）[6]